# Bahnhof Sedlitz Ost

Der Bahnhof Sedlitz Ost, niedersorbisch Dwórnišćo Sedlišćo-pódzajtšo, ist ein Bahnhofsteil des Bahnhofs Senftenberg im Ortsteil Sedlitz der Stadt Senftenberg im Bundesland Brandenburg. Er liegt an den Bahnstrecken Lübbenau–Kamenz und Großenhain–Cottbus.

## Geschichte
Der Haltepunkt Sedlitz Ost wurde am 15. Mai 1930 an der Bahnstrecke Großenhain–Cottbus eingerichtet, im November des gleichen Jahres erhielt er ein einstöckiges hölzernes Empfangsgebäude. Wegen des heranrückenden Kohletagebaus wurden die Bahnlagen in den 1980er Jahren umgebaut. Die Bahnstrecke aus Lübbenau wurde nach Osten verlegt und fuhr damit auch durch Sedlitz. In diesem Zusammenhang wurde auch der Haltepunkt Sedlitz Ost umgebaut und ein Stück nach Nordosten verlegt.
Im November 1987 wurde die Strecke nach Cottbus elektrifiziert, es folgte 1990 auch die Strecke nach Lübbenau.

## Beschreibung
Die Station liegt am nordwestlichen Rand der Bebauung des Ortes Sedlitz. Etwa 200 Meter nordwestlich beginnt der Großräschener See. Den Namenszusatz Ost erhielt die Station zur Unterscheidung von einem bis 1934 bestehenden Haltepunkt westlich des Ortes an der Strecke aus Lübbenau, der zunächst Sedlitz, später Sedlitz (b Senftenberg) hieß und mit der Eröffnung von Sedlitz Ost dann Sedlitz West genannt wurde.
Sedlitz Ost hat vier Gleise an einem Mittel- und zwei Außenbahnsteigen. Die Bahnsteige sind durch eine Unterführung verbunden, von der sie durch Treppen erreichbar sind. Die Unterführung, in lehmgelben Ziegelmauerwerk ausgeführt, beginnt an einem kleinen einstöckigen Empfangsgebäude, das nicht mehr genutzt wird.
Die Perrons sind nur partiell aufgepflastert, die meisten Flächen sind geschottert und mit leichtem Grünbewuchs.
Die beiden Strecken nach Lübbenau und Cottbus sind im Bereich Sedlitz Ost bereits getrennt, so dass die Bahnsteige an den Streckengleisen der beiden Strecken liegen. Am Hausbahnsteig mit dem Zugang vom Ort liegt Gleis 1, es folgt ein Mittelbahnsteig mit den Gleise 2 und 3 und ein Außenbahnsteig mit Gleis 4. Die Gleise 1 und 3 gehören zur Strecke in und aus Richtung Cottbus, 2 und 4 zur Strecke in und aus Richtung Lübbenau. Nordöstlich des Bahnhofs kreuzt das Gleis aus Richtung Cottbus das Gleis Richtung Lübbenau mittels einer Überführung. Vom nördlichen Bahnsteig gibt es einen Zugang in Richtung zum Großräschener See.

## Funktion
Sedlitz Ost ist heute ein Bahnhofsteil des Bahnhofs Senftenberg.
Er dient ausschließlich dem Personenverkehr. Seit Anfang der 2000er Jahre wird er sowohl in Richtung Lübbenau – (Berlin) als auch in Richtung Cottbus stündlich bedient. Im Dezember 2022 wurde eine weitere stündliche Linie eingerichtet, die Mo–Fr einen Halbstundentakt zwischen Cottbus, Sedlitz und Senftenberg herstellt und in Sedlitz Ost eine Umsteigeverbindung Cottbus – Sedlitz Ost – Großräschen ermöglicht.
| Linie                    | Strecke | Takt                                     |
| ------------------------ | --- | ---------------------------------------- |
| RE 7                     | Dessau – Bad Belzig – Berlin Hauptbahnhof – Königs Wusterhausen – Lübben – Calau – Sedlitz Ost – Senftenberg | 60 min                                   |
| RE 13                    | Cottbus – Sedlitz Ost – Senftenberg – Ruhland – Elsterwerda-Biehla – Elsterwerda (Linie verkehrt nur Mo–Fr)  | 60 min (Senftenberg–Elsterwerda 120 min) |
| RE 18                    | Cottbus – Sedlitz Ost – Senftenberg – Ruhland – Großenhain Cottb Bf – Priestewitz – Coswig – Dresden         | 120 min                                  |
| RB 49                    | Cottbus – Sedlitz Ost – Senftenberg – Ruhland – Elsterwerda-Biehla – Bad Liebenwerda – Falkenberg            | 120 min                                  |
| Stand: 11. Dezember 2022 | |                                          |

## Planungen
Das Sedlitzer Ufer des Großräschener Sees soll gestaltet und touristisch genutzt werden. In diesem Zusammenhang gibt es auch Ideen, die Station Sedlitz Ost aufzuwerten und umzugestalten. Sie soll ein Bindeglied zwischen dem Ort und einer Promenade am Seeufer werden. Ein Bahnhofsgebäude könnte von einer Tourismusinformation und für Ausstellungen genutzt werden.